# Humberto Maturana
Humberto Augusto Gastón Maturana Romesín (Santiago, 14 de septiembre de 1928-Ibídem, 6 de mayo de 2021), conocido simplemente como Humberto Maturana, fue un biólogo, filósofo y escritor chileno, premio nacional de ciencias en 1994.
Trabajó en el Instituto Tecnológico de Massachusetts (MIT) entre 1958 y 1960. Más tarde, junto con su alumno y luego colaborador Francisco Varela, desarrolló su concepto original de la autopoiesis en su libro De máquinas y seres vivos (1972), concepto que da cuenta de la organización (interna) de los sistemas vivos como sistemas cerrados de autoproducción de los componentes que los constituyen. Además, sentó las bases de la «biología del conocer», disciplina que busca explicar el operar de los seres vivos en cuanto sistemas cerrados y determinados por su estructura.
Otro aspecto importante de sus reflexiones corresponde a la invitación a cambiar la pregunta por el «ser» (pregunta que supone la existencia de una realidad objetiva, independiente del observador) a la pregunta por el «hacer» (pregunta que toma como punto de partida la objetividad entre paréntesis, es decir, que los objetos son «traídos a la mano» mediante las operaciones de distinción que realiza el observador, entendido este como cualquier ser humano operando en el lenguaje).

## Biografía
Maturana fue criado por su madre, Olga Romesín, asistente social de un policlínico de Santiago de Chile, que se separó de su marido Alejandro Maturana cuando Humberto tenía uno o dos años de edad. Le gustaba recordar que su madre le enseñó desde muy pequeño a lavar, cocinar y tejer, tareas por aquellos años consideradas para mujeres. El interés de Maturana por la biología y el origen de los seres vivos se manifestó en él desde muy pequeño. A sus once años, luego de fallecer su abuela, su madre dejó de llevarlos a él y a su hermano Draco a misa, y les enseñó sobre los matices entre el bien y el mal, así como de la inexistencia del pecado original. Por aquella misma época, acompañó a su madre a una visita domiciliaria al barrio Punta de Rieles, en Macul, donde vio la pobreza extrema padecida por una mujer y un niño menor que él. Desde entonces dejó de creer en Dios.
El futuro científico cursó su educación secundaria en el Liceo Manuel de Salas. Su infancia fue solitaria. Su madre trabajaba y su padre era una figura ausente. A los doce años de edad enfermó de tuberculosis pulmonar, razón por la cual estuvo tres años en reposo y otros dos años hospitalizado. Maturana aprovechó esa reclusión para leer libros como Así habló Zaratustra de Friedrich Nietzsche, pese a que debía mantener reposo y por ello le estaba prohibido leer. El joven Maturana, como juego y como forma de enfrentar esta grave enfermedad, mientras estuvo alrededor de un año hospitalizado en el Hospital del Salvador, le pidió a los médicos del recinto que ya no lo llamaran «Humberto», sino «Irigoitía». De forma análoga, más tarde estuvo hospitalizado en el Sanatorio de Putaendo donde, inspirado en el Génesis, pidió que lo llamaran «Tubalcaín», como el personaje bíblico descendiente de Caín. De esta forma, pensaba, el enfermo no era él, sino los personajes que iba creando.
Finalmente, consiguió salvarse de la tuberculosis, justo al comenzar sus estudios de medicina, gracias a la llegada de la estreptomicina, primer antibiótico creado para combatir dicha enfermedad.

### Juventud y estudios superiores
En 1950 ingresó a la Facultad de Medicina de la Universidad de Chile. Si bien no llegó a titularse, fue ayudante del curso de Biología dictado por el profesor Gabriel Gasic. En 1954 se trasladó al University College de Londres para estudiar anatomía y neurofisiología, gracias a una beca de la Fundación Rockefeller. Al año siguiente, en Londres y con veintisiete años de edad, tuvo con su primera mujer y esposa, María Montañez (se habían casado en Chile), al primero de sus tres hijos: Marcelo Maturana Montañez, editor y escritor. Con María, por entonces estudiante de medicina y más tarde médico-psiquiatra, convivió durante veinte años. La ausencia de un padre en la infancia de Humberto le habría significado, según él, «improvisar» en su propio rol de padre, pues tuvo que mediar con su exigente demanda académica. Como consecuencia, según diría más tarde, no supo estar tan presente en la adolescencia de sus dos hijos como –mirándolo en retrospectiva– hubiese querido.
En 1958 obtuvo el doctorado en Biología en la Universidad de Harvard, en Estados Unidos. Ese mismo año ingresó a trabajar como investigador asociado en el Departamento de Ingeniería Eléctrica del Instituto Tecnológico de Massachusetts, donde estuvo hasta 1960, año en que regresó a Chile como ayudante segundo en el curso de Biología de la Escuela de Medicina de la Universidad de Chile. Alrededor de esta época nació su segundo hijo, Alejandro Maturana Montañez, hoy ingeniero.
Alrededor de 1978 se volvió a emparejar, esta vez con Beatriz Genzsch, lectora del I Ching y el tarot, con quien iniciaría una larga relación de treinta y cinco años.
En 1999, Humberto Maturana tuvo un tercer hijo, Vicente Maturana Gálvez, con la psicóloga Valeria Gálvez. Si bien reconoció a Vicente (Mg. Ingeniero Matemático), lamentablemente no quiso mantener con él ningún tipo de relación personal, lo que le significó críticas al interior de su familia.

### Vida profesional

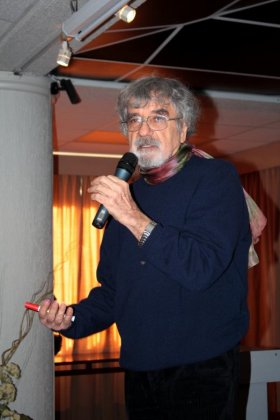
Maturana en junio de 2009, durante su ponencia «La teoría biológica del conocimiento» en el Centro de Extensión de la Universidad de Antofagasta

En 1958, Maturana registró por primera vez la actividad de una célula direccional de un órgano sensorial, junto al científico Jerome Lettvin del Instituto Tecnológico de Massachusetts. Ambos fueron postulados para el Premio Nobel de Medicina y Fisiología, aunque no obtuvieron finalmente el galardón.
De vuelta en su país, fue desde 1965 profesor titular del Departamento de Biología de la Facultad de Ciencias de la Universidad de Chile. Desde esta titularidad, durante los años 1970, desarrollaría junto a quien fuera su ayudante, Francisco Varela, el concepto original de autopoiesis que Maturana ya tenía en mente desde algunos años antes.
.
En 1988, fue uno de los fundadores del movimiento político Independientes por el Consenso Democrático.
En 1990 fue designado Hijo Ilustre de la comuna de Ñuñoa (Santiago de Chile).[cita requerida] En 1992, fue declarado doctor honoris causa de la Universidad Libre de Bruselas. Ese mismo año, junto al biólogo Jorge Mpodozis, planteó la idea de la evolución de las especies por medio de la deriva natural, basada en la concepción neutralista de que la manera en que los miembros de un linaje realizan su autopoiesis se conserva transgeneracionalmente en un modo de vida o fenotipo ontogénico particular, que depende de su historia de interacciones, y cuya innovación conduciría a la diversificación de linajes.
En 1994 recibió el Premio Nacional de Ciencias de Chile por sus investigaciones en las ciencias biológicas, específicamente en la percepción visual de vertebrados y por sus aportes en la teoría del conocimiento orientados a la educación, la comunicación y la ecología.
En 1997 conoció a la orientadora familiar Ximena Dávila, mientras Maturana todavía impartía docencia en la Universidad de Chile. La idea de Ximena de que el dolor posee un origen cultural llamó la atención del biólogo. Así, en el año 2000 ambos fundaron el Instituto de Formación Matríztica, dedicado, según sus propias palabras, a «acompañar a las personas en las comunidades humanas y las organizaciones en sus procesos de transformación e integración cultural».
En 2013 falleció Beatriz Genzsch, quien fuera su compañera durante treinta y cinco años. Esta pérdida le resultó difícil aceptar. El duelo lo pasó en su parcela de Lo Cañas; más tarde residiría en casa de su amiga y colaboradora Ximena Dávila. En la actualidad se desarrolla un proyecto para filmar un documental sobre su vida y obra.
Falleció el 6 de mayo de 2021 a los noventa y dos años de edad, debido a complicaciones respiratorias de una neumonía.

## Obras
Maturana ha publicado varias decenas de artículos científicos, tanto en solitario como con otros científicos o colaboradores. A continuación se listan sus libros y la obra dedicada al autor.

### Libros
- 1972: De máquinas y seres vivos: una teoría sobre la organización biológica (con Francisco Varela)
- 1980: Autopoiesis and cognition: the realization of the living (con Francisco Varela)
- 1984: El árbol del conocimiento: Las bases biológicas del entendimiento humano (con Francisco Varela)
- 1990: Emociones y lenguaje en educación y política
- 1991: El sentido de lo humano (con Sima Nisis de Rezepka)
- 1992: La objetividad: un argumento para obligar
- 1993: Amor y juego: fundamentos olvidados de lo humano desde el patriarcado a la democracia (con Gerda Verden-Zöller)
- 1994: La democracia es una obra de arte
- 1995: Desde la biología a la psicología (con Jorge Luzoro García)
- 1995: La realidad, ¿objetiva o construida? Vol. 1, Fundamentos biológicos de la realidad
- 1996: La realidad, ¿objetiva o construida? Vol. 2, Fundamentos biológicos del conocimiento
- 1997: A ontologia da realidade (con Cristina Magro, Miriam Graciano y Nelson Vaz)
- 1999: De l'origine des espèces par voie de la dérive naturelle
- 2000: Formação humana e capacitação (con Sima Nisis de Rezepka y Jaime Clasen)
- 2004: From being to doing: the origins of the biology of cognition (con Bernhard Pörksen)
- 2004: Amar é brincar : fundamentos esquecidos do humano do patriarcado à democracia (con Gerda Verden-Zöller, Humberto Mariotti y Lia Diskin)
- 2007: The origin of humanness in the biology of love (con Gerda Verden-Zöller y Pille Bunnell)
- 2008: Habitar humano en seis ensayos de biología-cultural (con Ximena Dávila)
- 2015: El árbol del vivir (con Ximena Dávila)
- 2019: Historia de nuestro vivir cotidiano (con Ximena Dávila)
- 2021: La revolución reflexiva (con Ximena Dávila)

### Libros sobre Humberto Maturana
- 1980: Conversando con Maturana de educación (Miguel López Melero; reeditado en 2003)
- 1992: Conversaciones con Humberto Maturana: preguntas del psicoterapeuta al biólogo (Kurt Ludewig Cornejo y Humberto Maturana)

### Vídeos
- Maturana, H. R. The biology of cognition and language. 13 classes. University of California and American Philosophical Association. Extension Media Center. 1980.
- Maturana, H. R. The Maturana lectures. The Maturana dialogues. Eastern Virginia Family Therapy Institute. Virginia Beach, Virginia, USA. 06 conferences. 1984.
- Maturana, H. R. Workshop de Humberto Maturana R. Instituto de Terapia Familiar de São Paulo. 03 conferences.

## Filmografía
| Año  | Título                       | Rol      | Notas                   | Ref.   |
| ---- | ---------------------------- | -------- | ----------------------- | ------ |
| 2019 | El maestro Humberto Maturana | Él mismo | Cortometraje documental | [ 15 ] |

## Premios y reconocimientos
- 1990: Hijo Ilustre de la comuna de Ñuñoa (Santiago de Chile)[cita requerida]
- 1992: Doctor honoris causa de la Universidad Libre de Bruselas[9]
- 1994: Premio Nacional de Ciencias de Chile[4]
- Premio McCulloch, otorgado por la Asociación Americana de Cibernéticos[16]
- 2009: Medalla Universidad de Santiago de Chile (categoría dorada) y doctor honoris causa de la Universidad de Santiago de Chile[9]